# Proutiella jordani
Proutiella jordani ist ein Schmetterling (Nachtfalter) der Familie der Zahnspinner (Notodontidae), auch bekannt als Josia (Phintia) jordani Hering, 1925; benannt nach dem deutsch-britischen Entomologen Karl Jordan.

## Merkmale
Proutiella jordani ist ein kleiner Nachtfalter. Das einzige bekannte Exemplar dieser Schmetterlingsart ist der weibliche Holotyp aus dem Zoologischen Museum Hamburg, dessen Typlokalität unbekannt ist. Auf den schwärzlichen Vorderflügeln, die eine Länge von 14 mm haben, befindet sich ein gelb-oranges, am hinteren Ende rechteckiges Querband. Die Ränder des gelb-orangen Bereiches sind eingekerbt, nicht glatt. Auf den Hinterflügeln befindet sich ein zentraler, weißer Bereich.

## Verbreitung
Das genaue Verbreitungsgebiet dieser neotropischen Art ist unbekannt.

## Taxonomie
Das einzige gesicherte Exemplar von Proutiella jordani ist der weibliche Holotyp, der keine weitere Bezeichnung als die Beschriftung „66“ aufweist. Die Flügelzeichnung unterscheidet dieses Exemplar von Proutiella tegyra, die Ränder des Vorderflügelbandes unterscheiden es von der sehr ähnlichen Art Proutiella simplex. Die weiblichen Genitalien der drei Taxa zeigen Unterschiede, so dass Miller (2009) aus diesen Gründen Hering (1925) und Bryk (1930) folgt und den Status als gültige Art unterstützt.